# 刘继标
刘继标（1963年4月—），男，河南伊川人，中华人民共和国政治人物。郑州大学中文系本科毕业。

## 生平
1984年11月加入中国共产党。1985年7月参加工作。1995年8月，任中共濮阳县委副书记。1998年9月，任鹤壁市交通局长、党委书记。2000年5月，任鹤壁市开发区管委会主任、工委书记。2001年3月，任三门峡市副市长。2004年8月，任中共驻马店市委常委、政法委书记。2008年9月，任中共周口市委常委、组织部部长；2011年9月，改任常务副市长。2013年6月，任周口市代市长（8月当选市长）。2017年2月，任中共周口市委书记。2021年7月卸任，同年7月30日，刘继标来到郑州，担任河南省人大社会建设委员会副主任委员。2022年，转任河南省人大社会建设委员会主任委员。